# Гройсман, Владимир Борисович
Влади́мир Бори́сович Гро́йсман (укр. Володимир Борисович Гройсман; род. 20 января 1978, Винница, Украинская ССР, СССР) — украинский государственный и политический деятель.
Премьер-министр Украины с 14 апреля 2016 по 29 августа 2019 года. Председатель Верховной рады Украины с 27 ноября 2014 по 14 апреля 2016 года. Вице-премьер-министр Украины, Министр регионального развития, строительства и жилищно-коммунального хозяйства с 27 февраля по 27 ноября 2014 года. Городской голова Винницы (2006—2014). Вице-президент Ассоциации городов Украины по вопросам жилищно-коммунального хозяйства (2010—2014).

## Биография

### Юность, образование и начало трудовой деятельности
Владимир Гройсман родился 20 января 1978 года в Виннице. По национальности — еврей. Отец — Борис Исаакович Гройсман (род. 22 августа 1946 года), основатель и генеральный директор частного вещевого рынка «Юность» в г. Винница, депутат Винницкого городского совета 24 созыва в 2002—2006 годах.
В 1994 году Владимир окончил Винницкую среднюю школу № 35. В старших классах, в возрасте 14 лет, начал трудовую деятельность, работая слесарем.
В августе 1994 года в возрасте 16 лет стал коммерческим директором частного малого предприятия «ОКО», а в ноябре этого же 1994 года — стал коммерческим директором вещевого рынка «Юность» — предприятия своего отца.
В 1994—2005 годы Гройсман работал на руководящих должностях в коммерческих структурах.
В 1999 году окончил Винницкий институт региональной экономики и управления по специальности «Юриспруденция» (младший специалист). В 2003 году окончил Межрегиональную академию управления персоналом по специальности «Юриспруденция».
В 2010 году окончил Национальную академию государственного управления при Президенте Украины, став магистром по специальности «Управление общественным развитием» и специализацией «Управление на региональном и местном уровнях».

### Городской совет Винницы
В 2002 году в возрасте 24 лет Владимир Гройсман победил на выборах в мажоритарном округе № 29 и стал самым молодым депутатом Винницкого городского совета. Работал заместителем главы постоянной депутатской комиссии городского совета по вопросам прав человека, законности, депутатской деятельности и этики.
В ноябре 2005 года депутаты Винницкого горсовета отстранили тогдашнего секретаря, избрав на этот пост Владимира Гройсмана и назначив его исполняющим обязанности городского головы Винницы сроком на несколько месяцев. В связи с этим прекратил работу в коммерческой структуре.
26 марта 2006 года 28-летний представитель «Нашей Украины» Владимир Гройсман при поддержке Блока Юлии Тимошенко был избран Винницким городским головой.
На следующие выборы, уже 31 октября 2010 года, Владимир Гройсман был выдвинут на пост городского главы Винницы политической партией «Совесть Украины». Он был переизбран городским градоначальником с беспрецедентной для городских голов областных центров Украины поддержкой — 77,8 % голосов.

### На посту городского головы Винницы
Во время первого срока на посту городского головы Винницы Гройсман, получив банковское кредитование, начал масштабный ремонт улиц города.
В 2006 году, после подписания Меморандума о взаимопонимании между правительствами двух государств, — Швейцарской Конфедерации и Украины, — было начато сотрудничество между Винницей и муниципалитетом города Цюрих в рамках проекта финансовой и технической помощи «Цюрихские трамваи для Винницы». За период с 2007 по 2011 годы Винница получила от швейцарского Цюриха 116 трамвайных вагонов. Чтобы привлечь пассажиров к поездкам трамваями, было принято решение о предоставлении в них бесплатного WiFi.

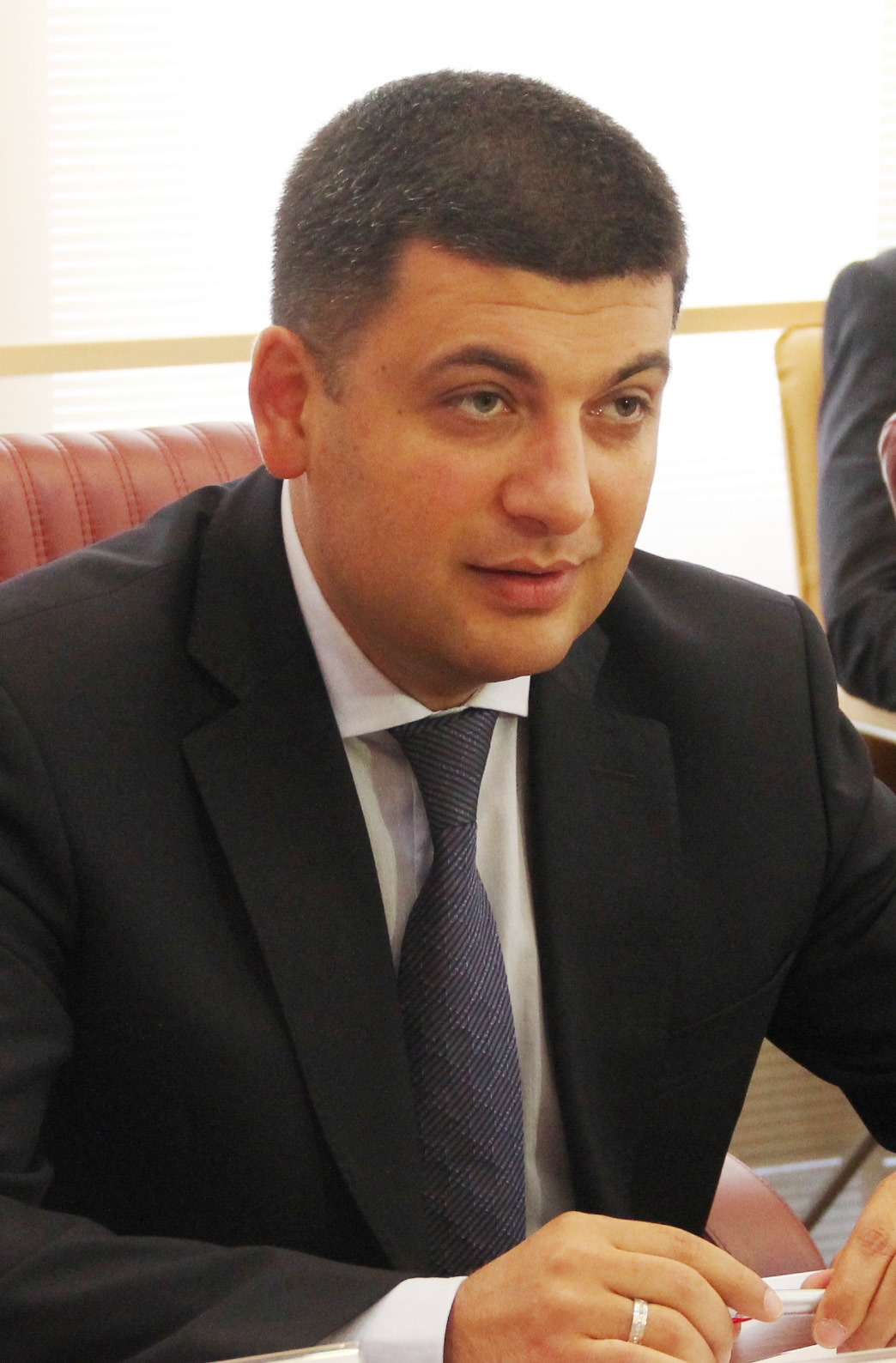
2012 год

В 2007—2008 годах был почётным президентом футбольного клуба «Нива» (Винница)
В 2012 Гройсман инициировал реформирование системы городского транспорта. Было сокращено количество маршрутных такси и ликвидированы некоторые маршруты.
В 2013 году Гройсман при поддержке Кабинета министров Украины получил кредит под государственные гарантии на закупку 40 троллейбусов и 30 автобусов, а также финансирование строительства нового трамвайного «кольца». Создан муниципальный автобусный парк.
После успешного проведения проекта с модернизацией городского транспортного парка правительство Швейцарии, выделило 170 миллионов гривен в качестве помощи на модернизацию системы теплоснабжения двух микрорайонов города — Тяжилова и улицы Карла Маркса.
На условиях софинансирования в Виннице осуществлялись прокладка новых трасс водопровода и канализации, ремонтируются дома и улицы, содержится полигон твёрдых бытовых отходов в пригородной Стаднице.
В 2008 году Винницкой горадминистрацией за внебюджетные деньги и при поддержке международных партнёров был создан первый в стране «Прозрачный офис» по предоставлению административных услуг населению. Принцип работы — минимизация контактов граждан с чиновниками, снижение возможностей для коррупции, быстрое и прозрачное обслуживание (на получение разрешительного документа гражданин в среднем затрачивает 30 минут), штрафы работникам «прозрачного офиса» за необоснованные отказы.
В 2010 году Винницкая горадминистрация подписала меморандум с правительством о «финансовой помощи» по нескольким направлениям. Одним из них стало создание системы «прозрачных офисов» на базе бывших райисполкомов Винницы.
С 2007 по 2013 годы Гройсман смог обеспечить Виннице суммарных привлечённых внешних инвестиций в объёме более чем 736 млн гривен. Основные проекты: швейцарские трамваи, оборудование для полигона ТБО в Стаднице (16,6), финансирование Швейцарией модернизации систем теплоснабжения (176,2), вложения Израиля в медицинский диагностический центр (16), отстройка набережной «Рошен» и создание знаменитого городского «танцующего» фонтана (82,1), кардиоцентр (2,3), строительство инженерных сетей и инфраструктуры (130), строительство стадиона школы № 35, детсада в микрорайоне «Подолье» и прочих социальных объектов (53), благоустройство городских улиц и площадей (25).
В 2013 году в рейтинге лучших для жизни городов Украины, составленном журналом «Фокус», Винница заняла 1-е место.

### Вице-премьер-министр Украины

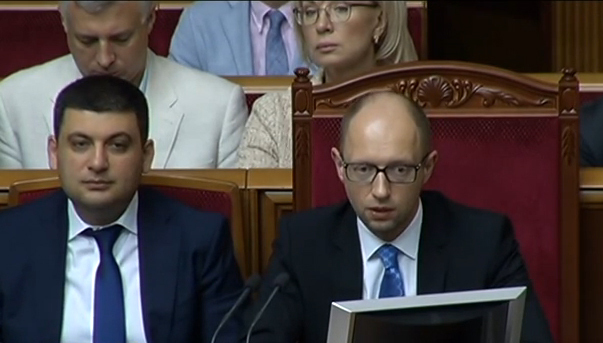
Владимир Гройсман и Арсений Яценюк,
31 июля 2014 года

27 февраля 2014 года Гройсман по приглашению премьер-министра Украины Арсения Яценюка занял пост вице-премьера Украины — министра регионального развития, строительства и жилищно-коммунального хозяйства.
Основная декларируемая цель, с которой Гройсман пришёл в правительство — проведение реформы децентрализации власти и местного самоуправления. Согласно инициированной Владимиром Гройсманом и принятой 1 апреля 2014 года правительством Концепции реформирования местного самоуправления и территориальной организации власти на Украине, полномочия местного самоуправления были существенно расширены, а сами общины — села, посёлки и города — наделены финансовым ресурсом в виде местных и части общенациональных налогов для реализации этих полномочий.
Государство при этом выполняет контролирующую функцию — его представители обеспечивают соблюдение местными властями конституционных норм на территориях. За основу украинской реформы местного самоуправления взята польская модель реформирования.
Предполагалось сохранение за общинами права следовать установленным в их регионах культурным традициям, обычаям и выбирать язык общения внутри общины. При этом украинский язык сохранял статус государственного языка Украины.
Министерство регионального развития Украины, возглавляемое Владимиром Гройсманом, разработало нормативный пакет реформ в сфере децентрализации.
Кроме того, правительством было принято решение о переводе более 50-ти видов различных разрешительных процедур в центры предоставления административных услуг («прозрачные офисы»), создание которых планируется по всей Украине.
2 декабря 2014 года ушёл в отставку.

#### Электронное правительство
В июле 2014 года Гройсман инициировал создание на Украине Государственного агентства электронного управления.

#### Внутренне перемещённые лица
В июне 2014 года по инициативе Гройсмана и под его координацией создан Межведомственный правительственный штаб по вопросам социального обеспечения внутренне перемещённых лиц. В каждой области на базе территориальных подразделений Государственной службы Украины по чрезвычайным ситуациям созданы региональные штабы, куда могут обратиться граждане за помощью в вопросах перемещения из районов проведения антитеррористической операции, поселения и социального обеспечения. Также граждане могут круглосуточно звонить на правительственную «горячую линию» по номеру 0 800 507 309. Граждане, которые самостоятельно оставили постоянное место проживания и временно переместились к своим родственникам или знакомым в других областях, для получения информации по вопросам социального обеспечения могут обратиться к социальным службам или местным органам власти по месту временного проживания.

#### Государственная комиссия. Боинг-777-200
17 июля 2014 года Гройсман возглавил правительственную комиссию по расследованию причин авиакатастрофы самолёта Боинг-777-200 авиакомпании «Malaysia Airlines», которая произошла 17 июля 2014 года в Донецкой области. Комиссии, работавшей в условиях вооружённого конфликта, удалось оперативно организовать проведение поисково-спасательных работ в зоне падения самолёта, погрузку найденных тел и фрагментов тел в специальные поезда с вагонами-рефрижераторами и доставку их в безопасное место для осуществления осмотра международными экспертами, медиками и судмедэкспертами, отправку тел и фрагментов семьям погибших. Национальное бюро расследования авиационных событий и инцидентов с гражданскими воздушными судами Украины передало проведение расследования Совету по безопасности полётов Нидерландов.

## Исполнение обязанностей премьер-министра Украины
После объявления премьер-министра Арсения Яценюка об отставке 24 июля 2014 года Гройсман на заседании правительства был назначен вр.и. о. премьер-министра. 31 июля Верховная рада отказалась принять отставку Яценюка, и 1 августа Кабмин отменил назначение Гройсмана.

## Председатель Верховной Рады Украины

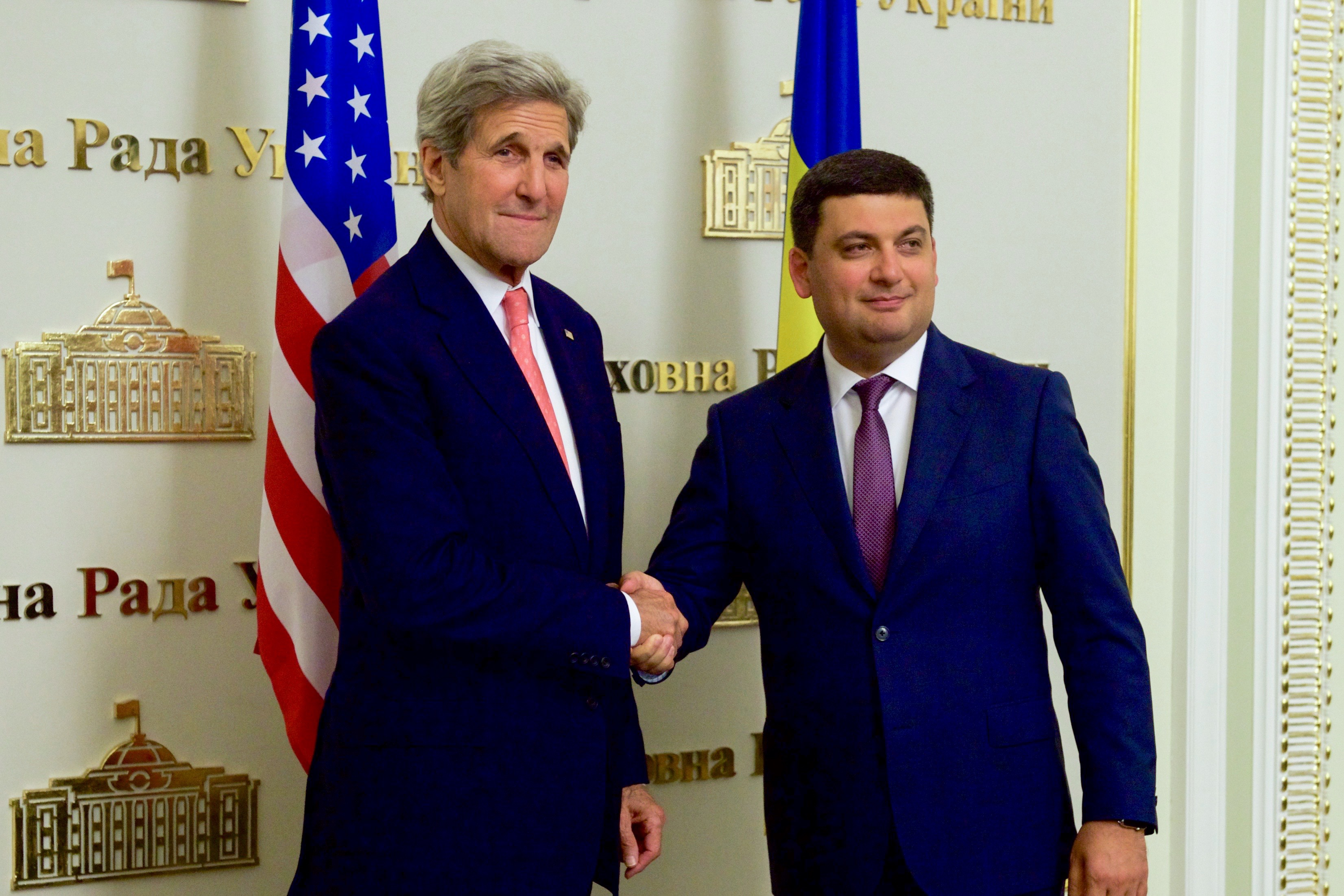
Владимир Гройсман и Джон Керри в Верховной раде Украины, 7 июля 2016 года

27 ноября 2014 года Владимир Гройсман избран председателем Верховной Рады Украины. 31 марта 2015 года возглавил Конституционную комиссию, которая будет нарабатывать изменения к основному закону, в частности, в сфере децентрализации власти.
В 2015 году создал политическую партию «Винницкая Европейская Стратегия».

## Премьер-министр Украины
На фоне острого правительственного кризиса на Украине с февраля 2016 года, в марте глава Администрации президента Украины Борис Ложкин назвал Владимира Гройсмана в числе кандидатов на пост премьер-министра.
14 апреля 2016 года Верховная рада одним постановлением приняла отставку премьер-министра Арсения Яценюка и назначила вместо него Владимира Гройсмана.
С 25 декабря 2016 года Гройсмана объявили персоной нон грата в Израиле и отменили его визит в эту страну. Премьер-министр Израиля Биньямин Нетаньяху заявил, что такие меры были приняты в связи с голосованием украинской делегации в Совете безопасности ООН за резолюцию № 2334, призывающую израильские власти прекратить строительство своих поселений на палестинских территориях. Сам же Гройсман призвал «не драматизировать» данную ситуацию.

14 февраля 2017 года премьер-министр Украины Владимир Гройсман назвал председателя фракции «Батькивщина» Юлию Тимошенко «мамой» украинской коррупции.
«Мамой украинской экономической слабости, уничтожения украинской независимости, коррупции, популизма и неэффективности является Юлия Тимошенко. Это настоящая мама, которая 20 лет делала всё, чтобы уничтожить Украину, и всё ей кто-то мешал», — сказал Гройсман.
Большой общественный резонанс вызвало разоблачение деталей о закупке угля по цене «Роттердам +». В формулу «Роттердам +» заложена цена топлива в международном порту в Нидерландах, плюс стоимость доставки на Украину. Однако во время блокады торговли с самопровозглашёнными ДНР и ЛНР выяснилось, что Украина закупала уголь у предприятий на Донбассе по цене «Роттердам +». Между тем, Гройсман неоднократно отрицал тот факт, что Украина вообще покупает топливо по тарифу «Роттердам +».
После общения в Твиттере с канадско-американским бизнесменом Илоном Маском, 30 марта 2017 года Гройсман направил официальное обращение на правительственном бланке к компании Tesla, владельцем которой является миллиардер. Премьер-министр предложил иностранной компании начать обсуждение запуска проектов по сохранению возобновляемой энергии на Украине. По утверждениям ряда СМИ, 7 апреля было обнародовано письмо — ответ Tesla на обращение Гройсмана; в нём якобы говорилось о высоком уровне коррупции, который не вдохновляет компанию инвестировать в любые проекты на Украине. В пресс-службе премьера назвали это письмо подделкой. Позже, 12 апреля, Гройсман не смог дать конкретного ответа депутату Верховной рады Олесю Довгому относительно переговоров правительства с крупными иностранными компаниями.
20 декабря 2017 года по обвинению в шпионаже в пользу России арестован заместитель руководителя протокола, помощник и личный переводчик Гройсмана Станислав Ежов.
После поражения Петра Порошенко на выборах президента Украины 2019 года, 23 апреля 2019 года Гройсман сообщил о том, что покидает партию «Блок Петра Порошенко» и примет участие в очередных парламентских выборах с собственной политической силой.
20 мая 2019 года, после инаугурации новоизбранного президента Украины Владимира Зеленского, премьер-министр Украины Владимир Гройсман объявил о намерении уйти в отставку, если депутаты Верховной Рады в ближайшее время не проголосуют за законопроект о создании независимого антикоррупционного суда, а также о намерениях принять участие в парламентских выборах осенью 2019 года. По действующим законам Украины, в случае отставки премьер-министра, в отставку также должно уйти всё правительство.
23 мая Гройсман подал прошение об отставке с поста премьер-министра Украины. В этот же день, как сообщила руководитель пресс-службы аппарата Верховной Рады Ирина Кармелюк, заявление Владимира Гройсмана с просьбой об отставке премьер-министра Украины было зарегистрировано. 30 мая Верховная Рада не приняла отставку.
24 мая 2019 года Гройсман сообщил, что создаёт собственную партию «Украинская стратегия Гройсмана».
Принял участие в парламентских выборах 21 июля 2019 года как номер 1 в списке «Украинской стратегии Гройсмана», однако партия набрала 2,41 % голосов при проходном барьере в 5 % и не проходит в парламент.
Правительство Гройсмана сложило свои полномочия 29 августа 2019 года в связи с избранием нового премьер-министра Алексея Гончарука.

## Критика
После обвинения в коррупции Юлия Тимошенко обвинила Гройсмана в «мегакоррупции, за которую стыдно каждому украинцу».
По данным журналистского расследования, организованного «Радио „Свобода“» и каналом «UA: Первый», Владимир Гройсман проживает в элитном жилом квартале «Новопечерские Липки» в центре Киева в апартаментах, оформленных на его тёщу-пенсионерку из Винницы Алину Бурлаку. В январе 2015 года Бурлака приобрела в Киеве недвижимость площадью 183 м² и 59 м², стоимость которой оценивается в 681 тыс. долларов. В пресс-службе Гройсмана подтвердили эту информацию.

## Состояние
Декларация о доходе в 2015 году на сайте Единого государственного реестра.

## Награды
1. Орден «За заслуги» ІІ степени (27 июня 2012 года) — за значительный личный вклад в государственное строительство, социально-экономическое, научно-техническое, культурно-образовательное развитие Украины, весомые трудовые достижения и высокий профессионализм[40].
2. Орден «За заслуги» ІІІ степени (26 июня 2008 года) — за весомый личный вклад в развитие конституционных основ украинской государственности, многолетний добросовестный труд, высокий профессионализм и по случаю Дня Конституции Украины[41].
3. Кавалер ордена Заслуг перед Республикой Польша (21 октября 2010 года)[42][43].
4. Наградное оружие — пистолет «Форт-17-05» (28 марта 2014)[44].
5. Наградное оружие — пистолет-пулемёт «Форт-224» (19 июня 2014)[44].
6. Наградное оружие — пистолет IWI Jericho 941/«Форт-21.03» (22 июля 2014)[44].
7. Наградное оружие — пистолет-пулемёт MP5 K A4 (3 июня 2015)[44].

## Личная жизнь
Жена — Елена Ивановна Гройсман. Две дочери — Юлия и Кристина Гройсман. Сын — Давид Гройсман.
Отец — Борис Исаакович Гройсман (род. 22 августа 1946), в советское время работал мастером на Винницком радиоламповом заводе, с 1990 года — предприниматель, депутат Винницкого горсовета, основатель винницкого рынка «Юность». Мать — Жанна Израилевна Гройсман (2 июля 1950—2000) — учитель русского языка и литературы, работала в Винницкой школе № 35.
Старший брат — Павел Гройсман (род. 22 сентября 1973).
Мачеха, жена отца — Елена Васильевна Гройсман (род. 1974).
Сестра по отцу — Илона Гройсман (род. 1998).
Согласно данным электронной декларации, Борису Гройсману при доходах за 2016 год в 50 тыс. гривен принадлежали шесть автомобилей, 3-комнатная квартира, дом площадью 461 м², земельные участки (1499 м², 272 м² и 428,7 м²), 1,56 млн гривен, 760,7 тыс. долларов и 540 тыс. евро (из них 1,5 млн гривен, 270 тыс. долларов и 380 тыс. евро наличностью), швейцарские часы Ulysse Nardin и Patek Philippe.